# Valeska Suratt
Valeska Suratt, née le 28 juin 1882 à Owensville en Indiana et morte le 2 juillet 1962  à Washington, est une actrice américaine de théâtre et du cinéma muet.

## Filmographie
- 1915 The Soul of Broadway (en)
- 1915 The Immigrant (en)
- 1916 The Straight Way (en)
- 1916 Jealousy (en)
- 1916 The Victim (en)
- 1917 The New York Peacock (en)
- 1917 She

## Broadway
- 1906 The Belle of Mayfair
- 1907 Hip! Hip! Hooray!
- 1910 The Girl with the Whooping Cough (en)
- 1911 The Red Rose
- 1922 Spice of 1922

## Galerie de photos

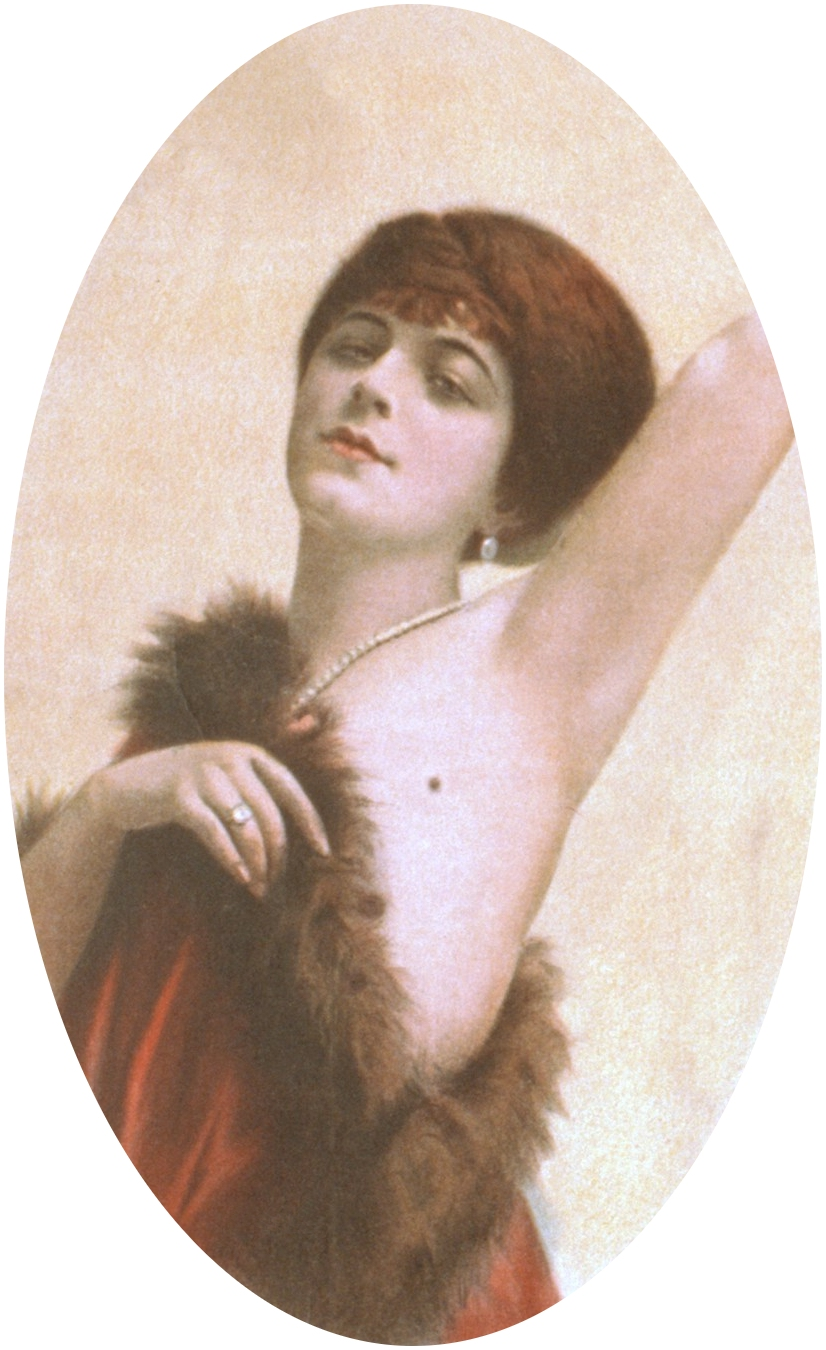
Valeska Suratt dans The Girl with the Whooping Cough (en)
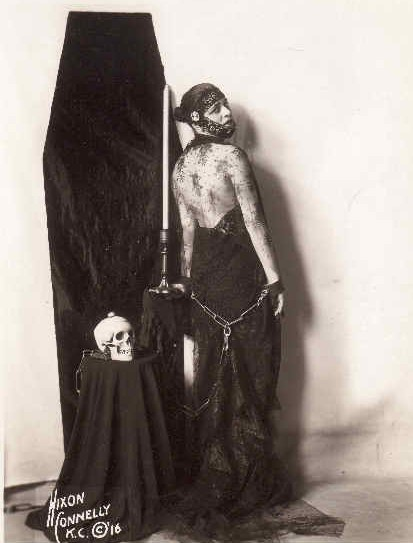
En 1916, photographie d'Orval Hixon
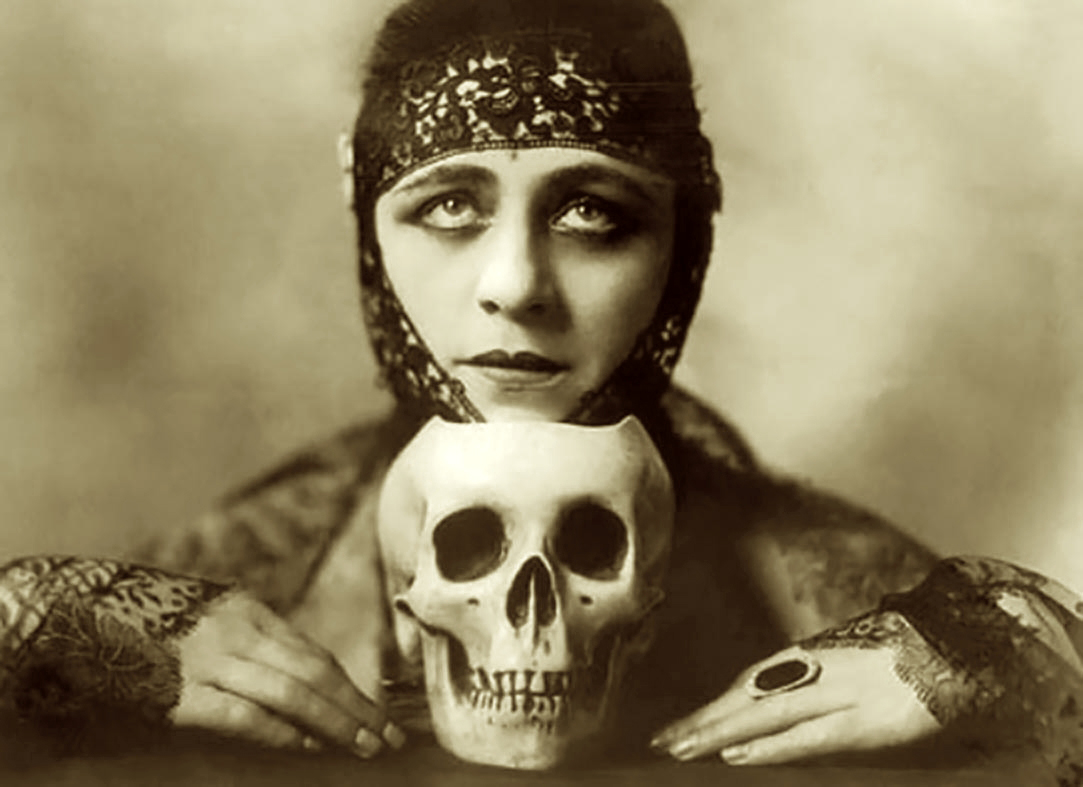
En 1916, photographie d'Orval Hixon
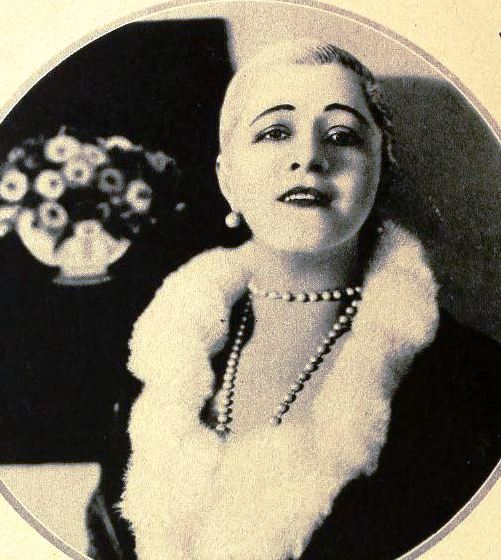
En 1919, dans Shadowland
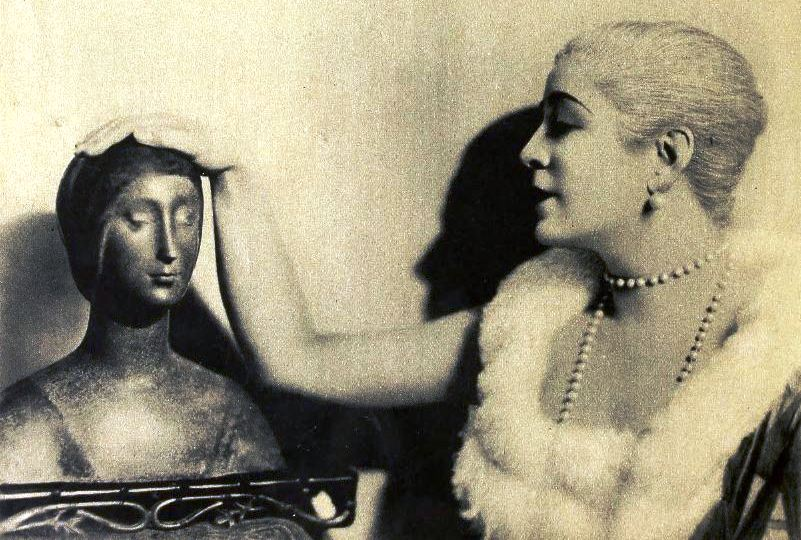
En 1919, dans Shadowland.
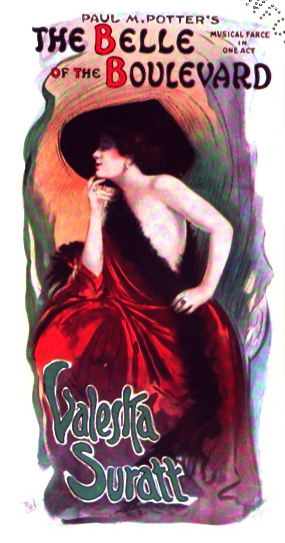
Dans The Belle of the Boulevard, une comédie musicale. Affiche de Jean de Paleologu